# 申贝格-拉赫塔尔
申贝格-拉赫塔尔是奥地利施蒂利亚州穆劳县的一个市镇。总面积42.03平方公里，总人口456人，人口密度10.8人/平方公里（2005年）。